# Jurij Lanjuk
Jurij Jewhenowytsch Lanjuk (ukrainisch Юрій Євгенович Ланюк, alternative Schreibweise des Namens Yuri Laniuk; * 7. Juni 1957 in Lwiw, damals Ukrainische SSR) ist ein ukrainischer Komponist, Cellist und Musikpädagoge.

## Leben
Geboren im westukrainischen Lwiw (Lemberg), studierte Jurij Lanjuk 1975–1985 Violoncello bei
Evgen Spitzer und Komposition bei Dezső Zádor am „Mykola Lyssenko“-Konservatorium seiner Heimatstadt. Er konnte zudem Unterrichtsstunden bei dem Cellisten Mstislaw Rostropowitsch nehmen und erhielt Kompositionsunterricht von Andrzej Nikodemowicz. 1980–1982 absolvierte er ein postgraduales Cello-Studium bei Vadim Tschervov am Kiewer Konservatorium. 1982 wurde er Lehrer, später Professor an der Abteilung für Streich- und Streichinstrumente und Komposition der Lwiwer Musikakademie. Seit 1987 ist Lanjuk Mitglied der Nationalen Union der Komponisten der Ukraine.
Neben seiner Konzert-, Kompositions- und Lehrtätigkeit ist Lanjuk Jury-Mitglied bei internationalen Cello- und Kompositionswettbewerben, darunter den Internationalen Mykola-Lyssenko-Musikwettbewerben in Kiew 2002, 2007 und 2012, dem Lutosławski-Kompositionswettbewerb in Warschau 2005, den Lutosławski-Cellowettbewerben in Warschau 2011 und 2015, dem Justus-Johann-Friedrich-Dotzauer-Wettbewerb für junge Cellisten in Dresden 2013 sowie dem alljährlichen Kompositionswettbewerb SACRARIUM|Sacred music in our time in Lemberg. Für seine Arbeit als reproduzierender und schaffender Künstler erhielt Jurij Lanjuk zahlreiche Preise und Auszeichnungen, darunter den Lewko-Rewuzkyj-Preis des Ministeriums für Kultur und Künste der Ukraine (1990), den Borys-Ljatoschynskyj-Staatspreis für Komposition (2001), den Taras-Schewtschenko-Preis (2005), den Titel eines „Verdienten Künstlers der Ukraine“ (2008) sowie den Orden eines „Verdienten der polnischen Kultur“ des polnischen Ministeriums für Kultur und nationales Erbe (2014). Seit 2016 ist er Mitglied des Komitees des Schewtschenko-Preises. Seine Werke werden im Schweizer Verlag Sordino Ediziuns Musicalas veröffentlicht. Eine Portrait-CD erschien 1999 bei dem Label Accord.

## Werke (Auswahl)
- Kammermusik für 21 Instrumente (1987)
- Die Dornenklage. Kantate nach Worten von Bohdan-Ihor Antonytsch für Sopran und Kammerorchester (1976, rev. 1991)
- Gesang zur Tagundnachtgleiche nach „Chant pour un équinoxe“ von Saint-John Perse für Sopran, Bariton und Kammerensemble (1977, rev. 1991)
- Musik zum Fernsehfilm Melancholischer Walzer nach Motiven des Romans von Olha Kobyljanska (1990)
- Vergessenes Land nach Motiven der Novellen von Wassyl Stefanyk für Sopran und Orchester (1992)
- Der Jäger Gracchus nach der gleichnamigen fragmentarischen Erzählung von Franz Kafka für Bariton und Kammerorchester (1993)
- Sonate des Wartens für Violoncello, Klavier und vier Melodieinstrumente (1993)
- TanGOpak für Klavier und Schlagzeug (1994)
  - TanGOpak. Fassung für Klavier, Schlagzeug und Streicher (1996)
- Musique pour Recherche für neun Instrumente (1994–1996)
- Palimpseste nach Texten von Wassyl Stus und biblischen Texten für Solovioline, gemischten Chor und Orchester (1994, rev. 1998–1999)
- Musik zur Erinnerung, neue Gleichnisse und Predigten nach Texten von Nicanor Parra in ukrainischen Übersetzungen von Bohdan Bojtschuk für Sopran, Bariton und Orchester (1997–2001)
- Musik zum Stallbuch und Elegie für den leuchtenden Vogel für Solovioloncello, Klavier und zwei Streichquartette (2000)
- „… вузли життя, немов вузли пташиних льотів“ (...Knoten des Lebens, wie die Knoten der Vogelflüge) nach Worten von Bohdan-Ihor Antonytsch für Flöte, Oboe, Viola, Violoncello und Klavier (2001)
- Verkündigung für Solovioline, gemischten Chor und Streichorchester (2003)[5]
- Lieder jenseits der Menschen. Vier Lieder nach Texten von Paul Celan für Mezzosopran, Klavier und Streicher (2004)
- Die klagende Mutter. Oratorium nach Worten von Pawlo Tytschyna (2008)
- Melodie für die Trompeter im Rathaus von Lwiw (2011)
- Sonate für Kammerensemble (2012)
- A-cappella-Chorsätze nach Texten von Taras Schewtschenko, Pawlo Tytschyna, Wassyl Barka u. a.[6]